# Lunds samrealskola
Lunds samrealskola var en realskola i Lund verksam från 1947 till 1962.

## Historia
Skolan inrättades som en högre folkskola 1912, fyrklassig från 1920. Denna ombildades 1 juli 1926 till en kommunal mellanskola samorganiserad med flickskolan med namnet Lunds kommunala flick- och mellanskola (utan examinationsrätt för realexamen).
Denna ombildades successivt från 1947 till Lunds samrealskola.
Realexamen gavs från 1951 till 1962.
Samrealskolan låg i samma byggnad som kommunala flick- och mellanskolan (Lindebergska skolan).